# As Sulaymaniyah (provins)
As Sulaymaniyah (sorani kurdisk:  پارێزگای سلێمانی; arabisk:  محافظة السليمانية) er en provins i Irakisk Kurdistan i det nordlige Irak med 1.694.895(2009) indbyggere. Det administrative hovedsæde i provinsen er byen Sulaymaniyah med 878.146(2018) indbyggere.
Provinsen er omgivet af bjergene: Goyzha, Azmir, Glazarda og Piramagrun.